# Kontrwywiad radioelektroniczny
Kontrwywiad radioelektroniczny (radiokontrwywiad) (RKW) – rozpoznanie systemów i urządzeń wykorzystujących fale elektromagnetyczne, w tym związanych z przekazywaniem informacji drogą radiową, oraz przechwytywanie i analizowanie emisji promieniowania pod kątem wykrycia i eliminacji zagrożeń dla interesu państwa, jego bezpieczeństwa i zdolności obronnych. Działalność radiokontrwywiadowcza to także prowadzenie czynności mających na celu przeciwdziałanie rozpoznaniu własnych środków radioelektronicznych i teleinformatycznych przez obce służby specjalne i siły zbrojne.
Do działań radiokontrwywiadowczych zaliczyć można wykrywanie aktywności radioelektronicznej, przechwytywanie emisji, analizę sposobów pracy, parametrów technicznych i przeznaczenia źródeł promieniowania elektromagnetycznego oraz określanie lokalizacji urządzeń elektronicznych (radionamierzanie) emitujących energię elektromagnetyczną.
Działania techniczne realizowane poprzez rozpoznanie radiowe w ramach kontrwywiadu radioelektronicznego ukierunkowane są nie tylko na neutralizowanie szkodliwej działalności obcych służb wywiadowczych (szpiegostwo), ale także terrorystycznej i przestępczości gospodarczej, będącej zagrożeniem dla bezpieczeństwa państwa, potencjału obronnego oraz interesów narodowych.
W prawie Polski kontrwywiad radioelektroniczny zapisany jest w art. 5 ust. 1 pkt 5 Ustawy o Służbie Kontrwywiadu Wojskowego oraz Służbie Wywiadu Wojskowego z dnia 9 czerwca 2006 r.. Kontrwywiad radioelektroniczny w siłach zbrojnych to zabezpieczenie żołnierzy i obiektów wojskowych przed zagrożeniami opisanymi powyżej, zarówno na terenie kraju, jak i za granicą, w szczególności w rejonie działania polskich kontyngentów wojskowych.
Ze względu na charakter pracy służb specjalnych, informacje o metodach pracy, używanym sprzęcie czy sukcesach kontrwywiadu radioelektronicznego nie są publikowane, a literatura dokumentalna zajmująca się tą problematyką jest niedostępna publicznie. Odnośniki do tego tematu można znaleźć w dokumentach opisujących działalność służb specjalnych PRL, jednakże jest to wiedza nieaktualna.
Wątki radiokontrwywiadowcze są wplatane w fabułę filmów fabularnych o tematyce kryminalnej i szpiegowskiej.
W Polskiej Rzeczypospolitej Ludowej radiokontrwywiad (w skrócie zwany RKW) prowadziły dwie instytucje: Wojskowa Służba Wewnętrzna MON i Służba Bezpieczeństwa MSW. 
W RP następczyni kontrwywiadowcza WSW (SKW) dysponuje zdolnościami w tym zakresie. Natomiast następczyni kontrwywiadowcza SB (ABW), po dwudziestoletniej przerwie, odzyskała je wraz z zakończeniem w 2015 roku budowy pola antenowego w Miłocinie.